# Johnny Butt
Johnny Butt, nascido John William H. Butt (Bradford, West Riding of Yorkshire, 1870 – Londres, 1930) foi um ator britânico da era do cinema mudo.

## Filmografia selecionada
- The Chimes (1914)
- Far from the Madding Crowd (1915)
- The Grand Babylon Hotel (1916)
- The Diamond Necklace (1921)
- Lawyer Quince (1924)
- The Gold Cure (1925)
- Nell Gwyn (1926)
- Second to None (1927)
- Passion Island (1927)
- Carry On (1927)
- The Hellcat (1928)
- The Last Post (1929)
- A Peep Behind the Scenes (1929)
- The Clue of the New Pin (1929)
- The Informer (1929)